# St. Nicholas Greek Orthodox Church

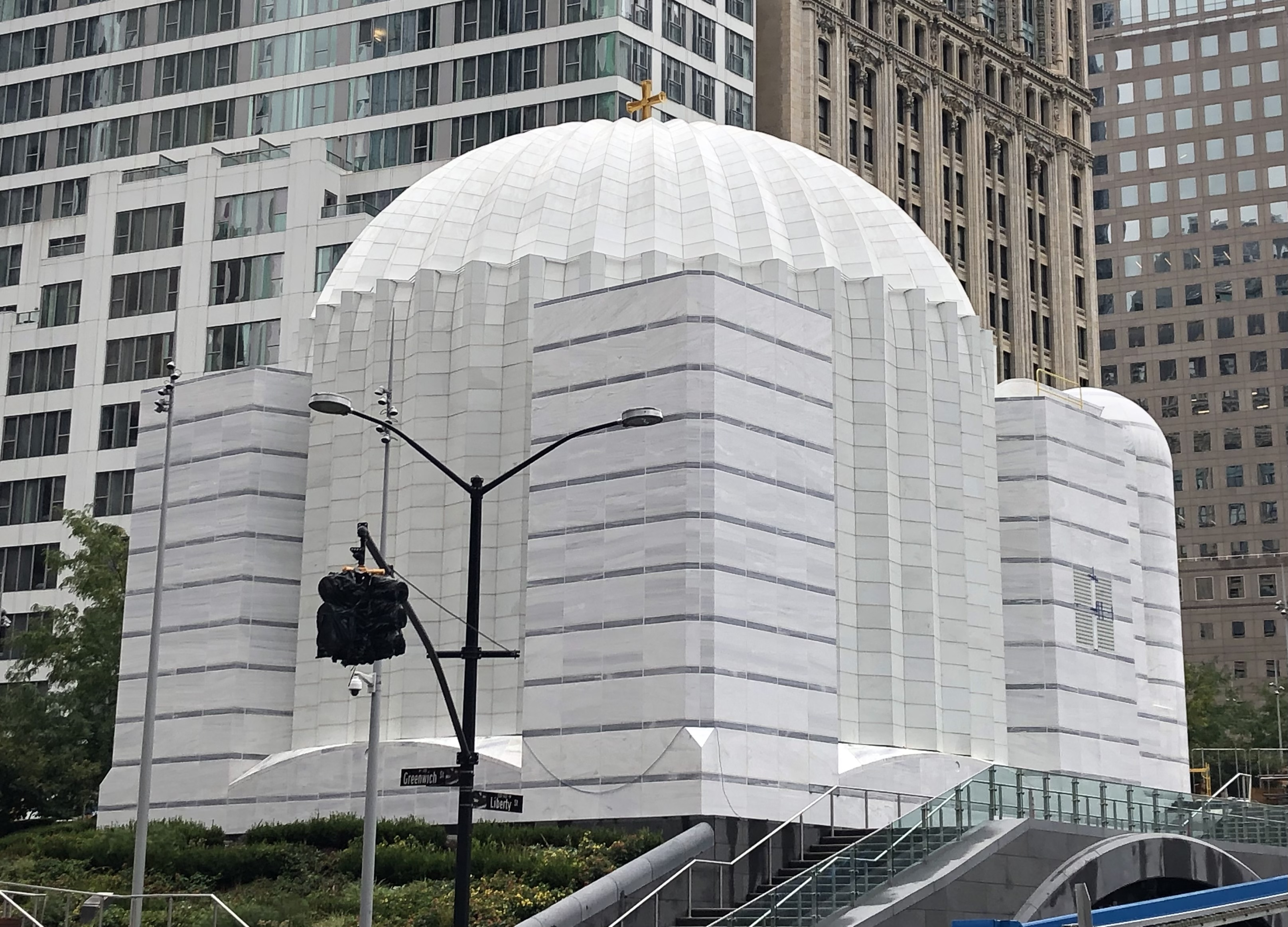
Die Kirche im Oktober 2022

Die St. Nicholas Greek Orthodox Church ist eine griechisch-orthodoxe Kirche in Manhattan, New York City. Die Kirche ist Teil des neuen World Trade Centers und befindet sich an der Ecke Liberty Street/Greenwich Street im  Liberty Park. Sie ist der Nachfolgerbau der Kirche, die bei den Terroranschlägen am 11. September 2001 in den USA zerstört wurde.

## Geschichte

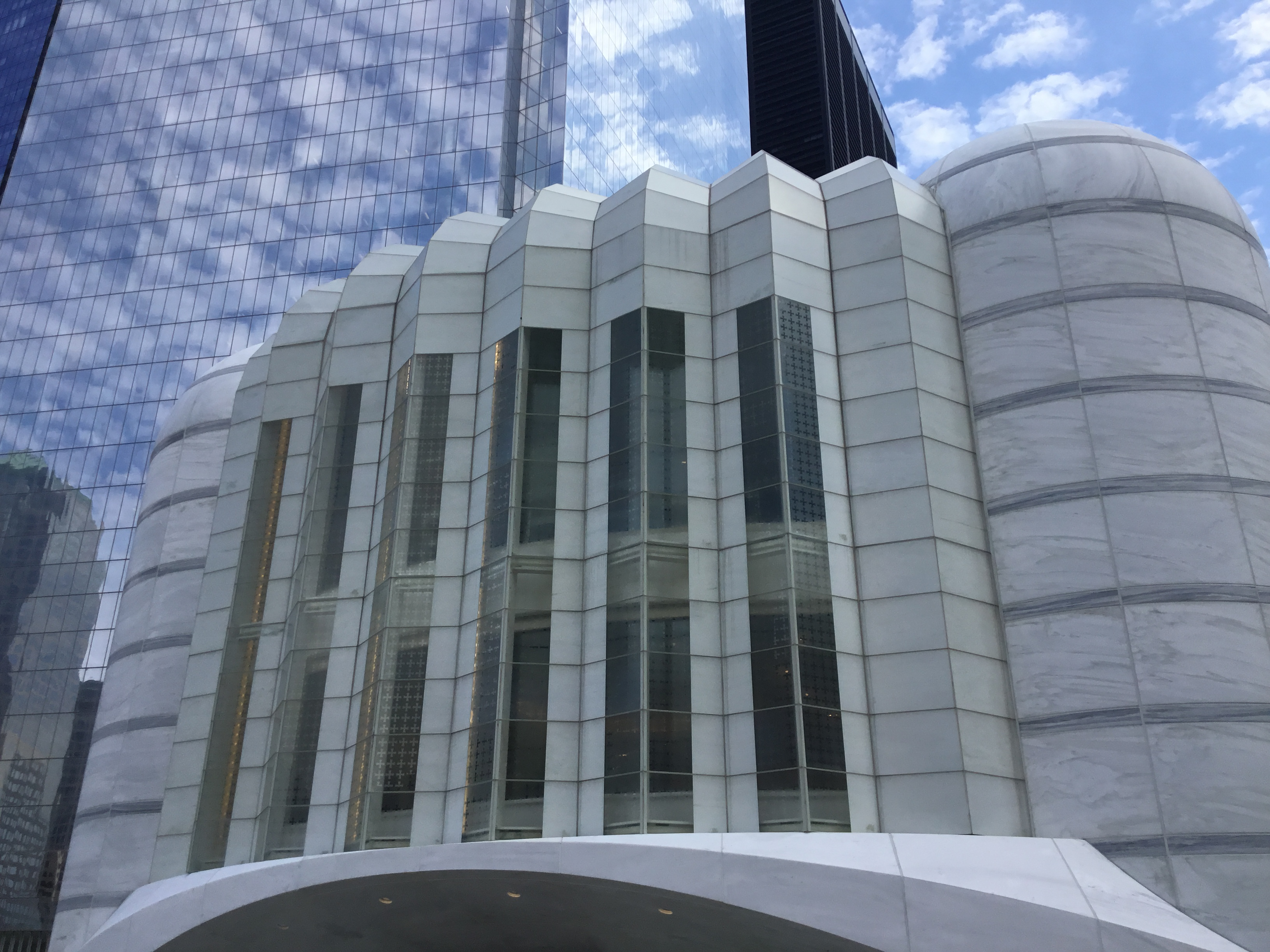
Nordwestfassade im März 2023

Im Bau 2016, rechts Liberty Park

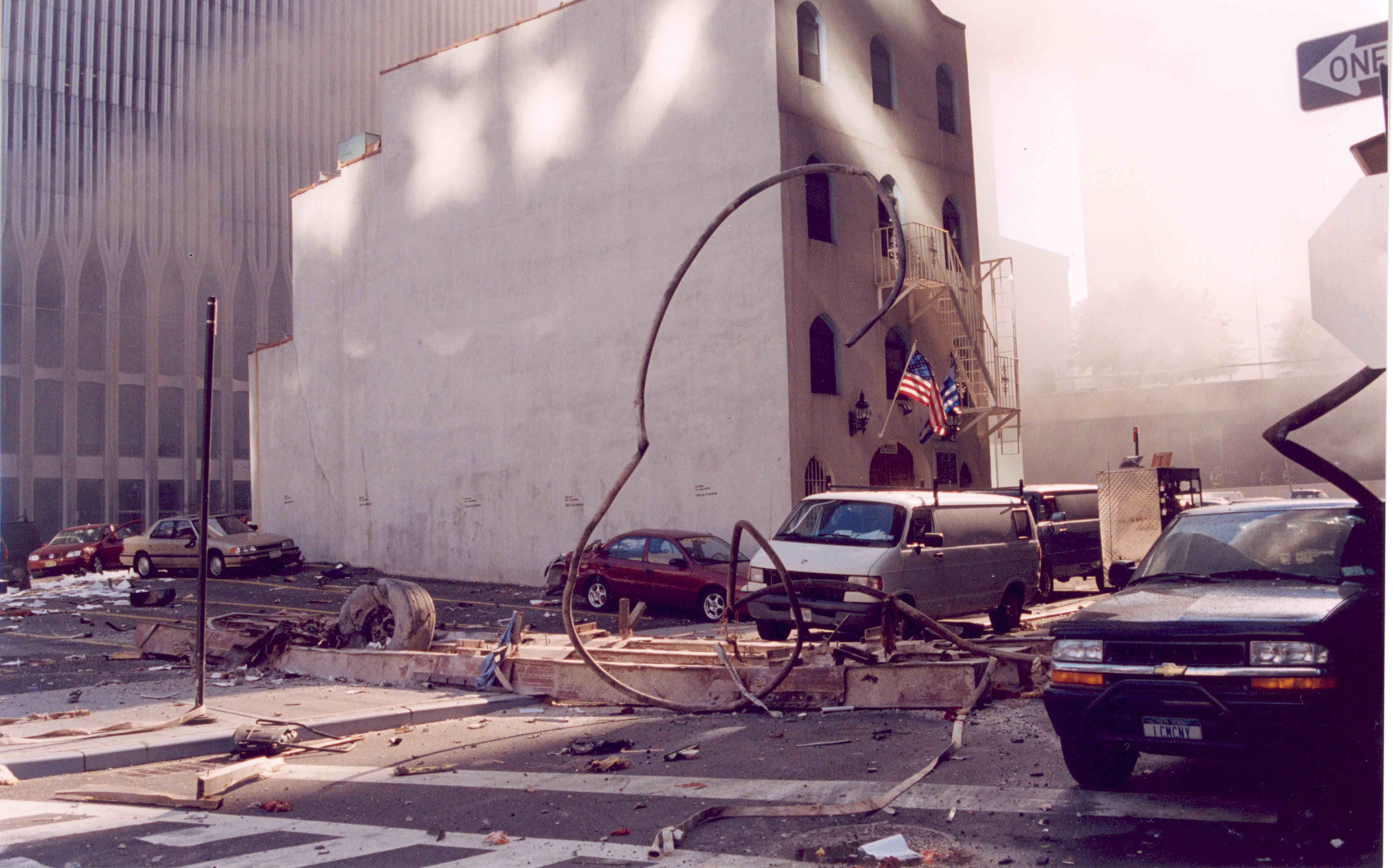
Ursprüngliche Kirche, Minuten vor der Zerstörung durch den Einsturz des World Trade Centers

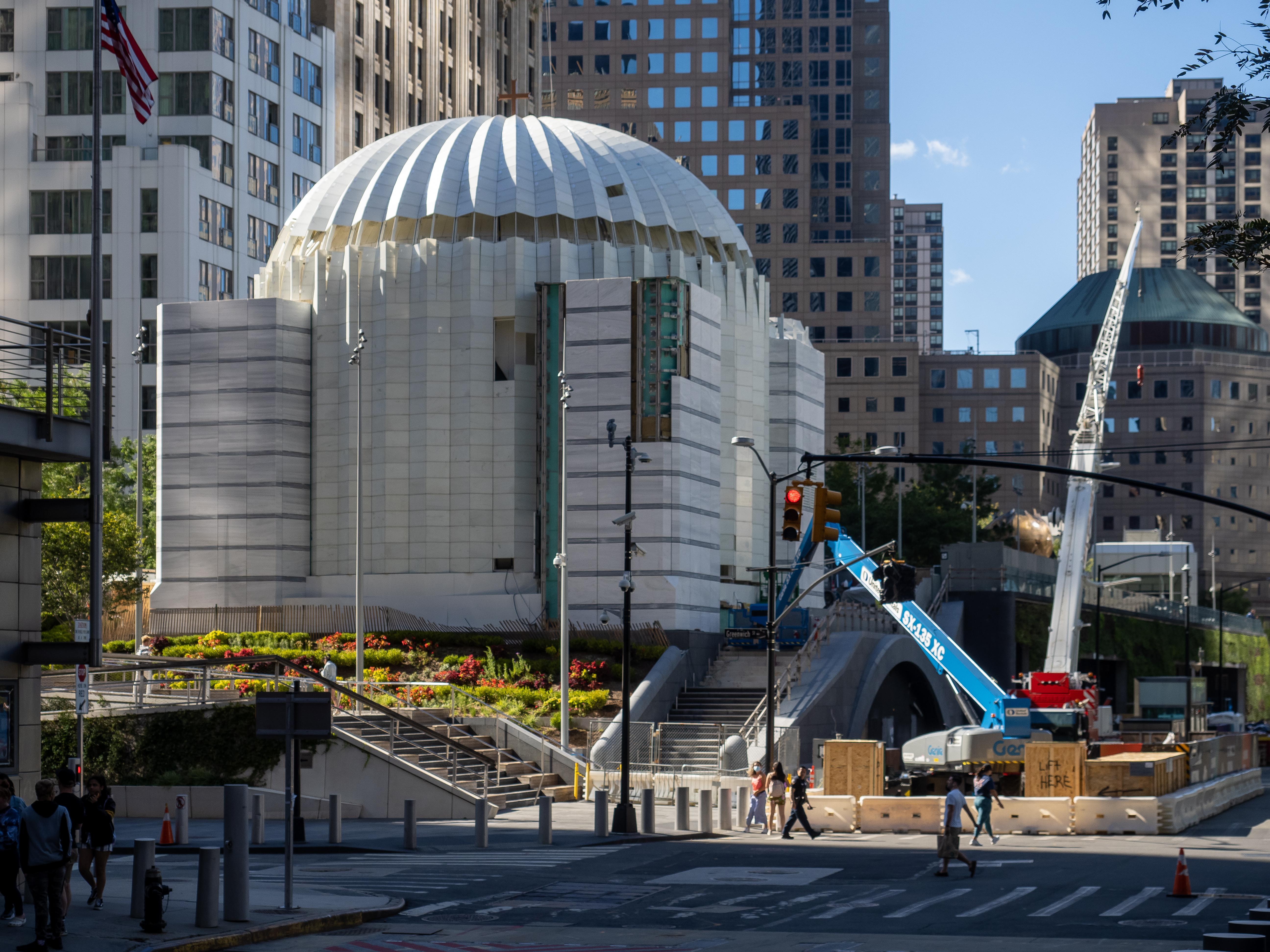
Neubauphase im September 2021

In dem ersten 1832 errichteten Gebäude befanden sich ursprünglich Wohnungen sowie eine Gaststätte. Griechische Einwanderer erwarben das Gebäude 1916 für 25.000 US-Dollar und bauten es zu einer Kirche um, in der ab 1922 regelmäßig griechisch-orthodoxe Gottesdienste stattfanden. Die Gemeinde gehörte zum Erzbistum von Amerika des Ökumenischen Patriarchats von Konstantinopel. In der Kirche befanden sich einige sakrale Gegenstände, die Zar Nikolaus der Gemeinde gestiftet hatte. 
Im Rahmen der Anschläge vom 11. September 2001 wurde die Kirche schwer beschädigt und stürzte schließlich ein. Sie und das Deutsche Bank Building waren die einzigen Gebäude, welche nicht selbst zum World Trade Center gehörten, denen dieses Schicksal widerfuhr. Zum Zeitpunkt des Einsturzes befand sich niemand in der Kirche.
Nach langen Verhandlungen wurde 2011 unweit ein Grundstück an einer anderen Stelle des Komplexes gefunden, auf dem nach Plänen von Santiago Calatrava der Neubau entstand. Das geplante Eröffnungsdatum wurde von Elpidophoros, dem griechisch-orthodoxen Erzbischof von Amerika, auf den 11. September 2021 gelegt, den 20. Jahrestag der Terroranschläge. Die Eröffnung musste in der Folge allerdings verschoben werden: Am 2. November 2021 segnete Bartholomäus I. das neue Kuppelkreuz und feierte die sogenannte Thyranoixia, wobei die Kirchentüren gesegnet und geöffnet werden. Die Kirche selbst wurde schließlich am 4. Juli 2022 eröffnet. Seit Dezember 2022 werden in der Kirche regelmäßig Gottesdienste gefeiert.